# Zeche Morgenstern ins Westen
Die Zeche Morgenstern ins Westen im Wittener Ortsteil Vormholz-Hardenstein ist ein ehemaliges Steinkohlenbergwerk. Das Bergwerk war über 20 Jahre als Stollenbergwerk in Betrieb. Das Bergwerk befand sich im Bereich des Hauses Hardenstein.

## Bergwerksgeschichte
Im Jahr 1800 war das Bergwerk bereits in Betrieb. Im Jahr 1803 wurde von der Zeche Morgenstern ins Westen begonnen, zusammen mit den Zechen Carthäuserloch, Vereinigte Reiger, Morgenstern ins Osten und Weselbank, den Vereinigungsstollen aufzufahren. Im Jahr 1804 wurde das Grubenfeld der Zeche vermessen. In den Jahren 1805 bis 1810 erfolgte die Förderung über den Julianenstollen. Im Jahr 1815 baute das Bergwerk gemeinsam mit der Zeche Carthäuserloch ab. Aus diesem Grund wurde die gemeinsam tätige Zeche Vereinigte Carthäuserloch & Morgenstern genannt. Im Jahr 1816 wurde ein Schleppweg zur Kohlenniederlage an der Ruhr erstellt, der Weg hatte eine Länge von 40 Lachtern. Im Jahr 1820 war das Bergwerk nachweislich noch in Betrieb. Im Februar des Jahres 1823 wurde die Zeche Morgenstern ins Westen stillgelegt. Im Jahr 1837 wurde das Bergwerk wieder in Betrieb genommen. In diesem Jahr wurden 1136 Scheffel Steinkohle gefördert. Im Jahr 1839 konsolidierte das Bergwerk unter der Stollensohle mit weiteren Bergwerken zur Zeche Vereinigte Morgenstern & Kurzeeggerbänker Tiefbau. In diesem Jahr wurden 20.239 preußische Tonnen Steinkohle gefördert. Gegen Ende desselben Jahres wurde die Zeche Morgenstern ins Westen oberhalb der Stollensohle stillgelegt. Kurz darauf wurde die Berechtsame von der Zeche Vereinigte Morgenstern Tiefbau übernommen.